# 가물치
가물치(영어: northern snakehead, 학명: Channa argus 칸나 아르구스[*])는 가물치과에 속하는 대형 민물고기의 일종으로, 도랑과 하천에서 흔히 볼 수 있는 민물고기이다. 고유 한국어로 '가물치'는 '검다'를 뜻하는 고어인 '감다'와 물고기를 뜻하는 '-치'가 결합해 생긴 단어이다. 한자어로 가물치를 가리키는 말로는 혼(鯇) 또는 중국어 명칭인 오례(烏鱧)가 쓰이며 그 외에도 여어(蠡魚)·흑례(黑鱧)·현례(玄鱧)·동어(鮦魚) 등이 있다.
한반도·중국·러시아·만주·타이완에도 서식하며, 북으로는 아무르강, 남으로는 하이난성까지 분포한다. 일본에도 일부 서식하나, 타이완과 한반도의 가물치가 이식된 것으로 명칭도 달리 부르지 않는다. 식용·약용·산후 조리용으로 민간에서도 폭넓게 거래된다.
몸길이가 50cm에서 1m에 이르며 무게가 5~8kg에 이르는 대형 어종으로, 동물성 먹이를 즐기는 공격적 포식자이다. 동아시아 등지에서는 귀중한 식료품 및 약어(藥魚)로서 다뤄지는 물고기이나, 반대로 중앙아시아, 유럽과 아메리카 등 서구권에서의 가물치는 생태계를 망치는 외래종으로 알려져 있다. 유럽에서는 1956년 옛 체코슬로바키아(현재의 체코)를 통해 처음 도입되었으며, 미국에서는 매우 위험성 높은 외래종으로 취급한다.

## 외관

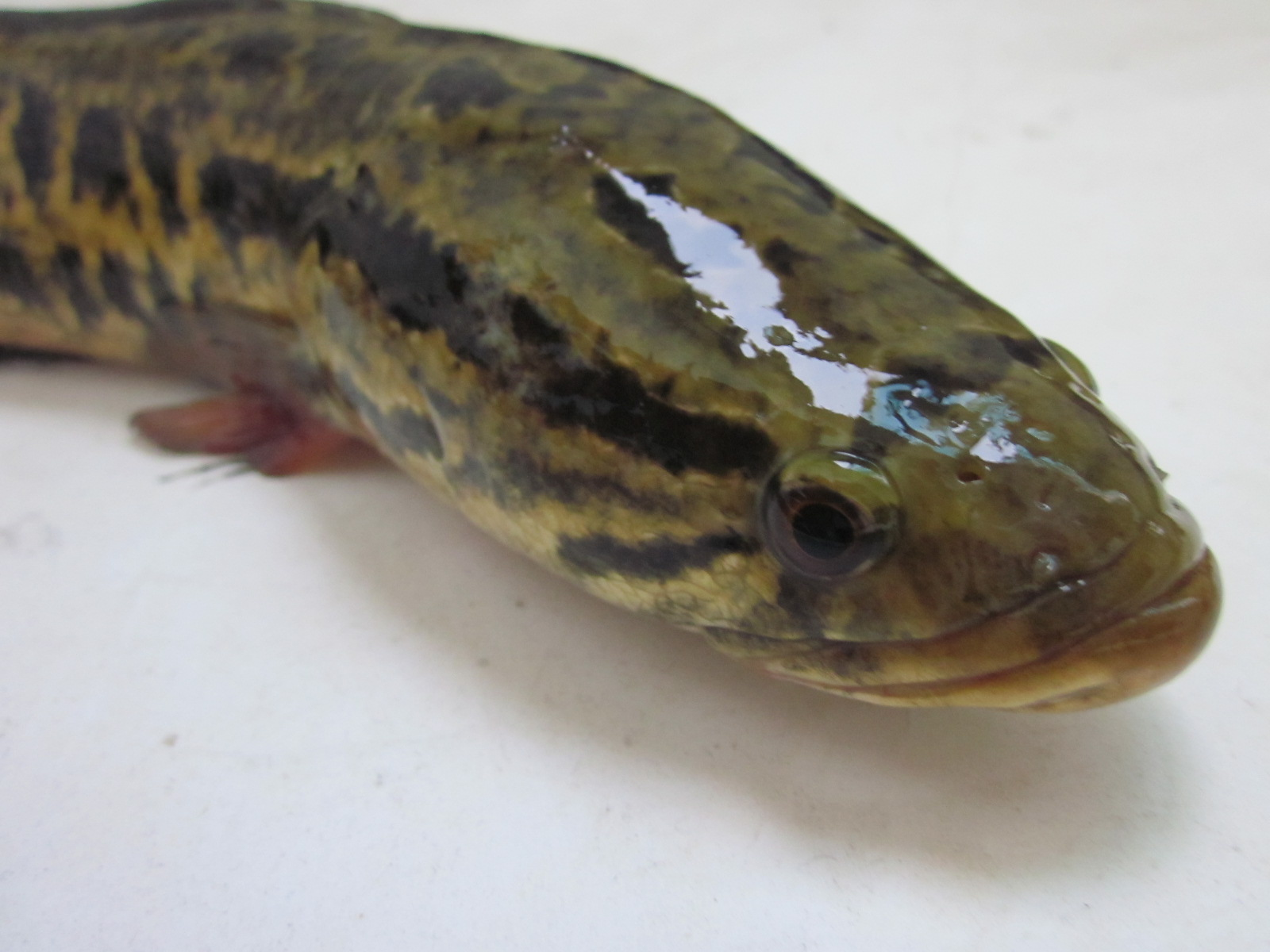
가물치의 머리 부분

앞뒤로 길쭉한 몸을 가졌으며 그 길이는 50cm에서 1m까지 달한다. 하지만 러시아의 어류학자들에 의하면 150cm까지도 자란 개체가 있다. 공식적으로 몸무게의 최대 기록은 국제게임낚시협회(IGFA)에서 보고한 8kg이었지만, 2016년 새로이 8.36kg짜리 무게의 가물치가 잡히면서 경신되었다. 대체적으로 원통형인 몸에 머리 쪽은 상하로, 꼬리자루는 측면으로 납작하며, 길쭉한 등지느러미에는 빗살이 49~50개, 배지느러미는 30~31개 정도 뻗어 있다. 보풀 모양의 치열은 촘촘하고 평평하지만 강하게 발달되어 있어 구개골이 발달해 있고, 입은 먹이를 삼키거나 씹기에 알맞게 쭉 찢어져 있어 어류 중에서도 매우 큰 비중을 차지한다. 몸 색깔은 어두운 갈색 내지는 연한 갈색이며, 머리에는 눈을 중심으로 한 길쭉한 세로띠가, 지느러미를 포함해서 온몸에는 어두운 갈색 반점이 불규칙적으로 분포해 있다. 배보다는 등 부분이 더 짙고 검은색을 띤다. 물속에서는 비교적 느리게 유영하지만, 먹이를 공격할 때는 몹시 빠르게 공격하며 그와 동시에 픽 하는 날카로운 소리를 동반한다.
가물치는 아가미 호흡도 하지만 아가미 옆에 딸려붙어 있는 두 장의 점막으로 이루어진 보조 호흡 기관을 통해 공기 호흡 역시 할 수 있다. 그렇기 때문에 물이 탁하거나 뻘 바닥인 환경에서도 정상적으로 호흡할 수 있으며, 물 바깥으로 나와도 얼마 동안 공기 중에서 직접 호흡하면서 며칠 동안 생존할 수 있다. 또한 어린 개체는 몸을 움츠렸다 폈다 하면서 땅 위에서도 기어갈 수 있다.

## 생태

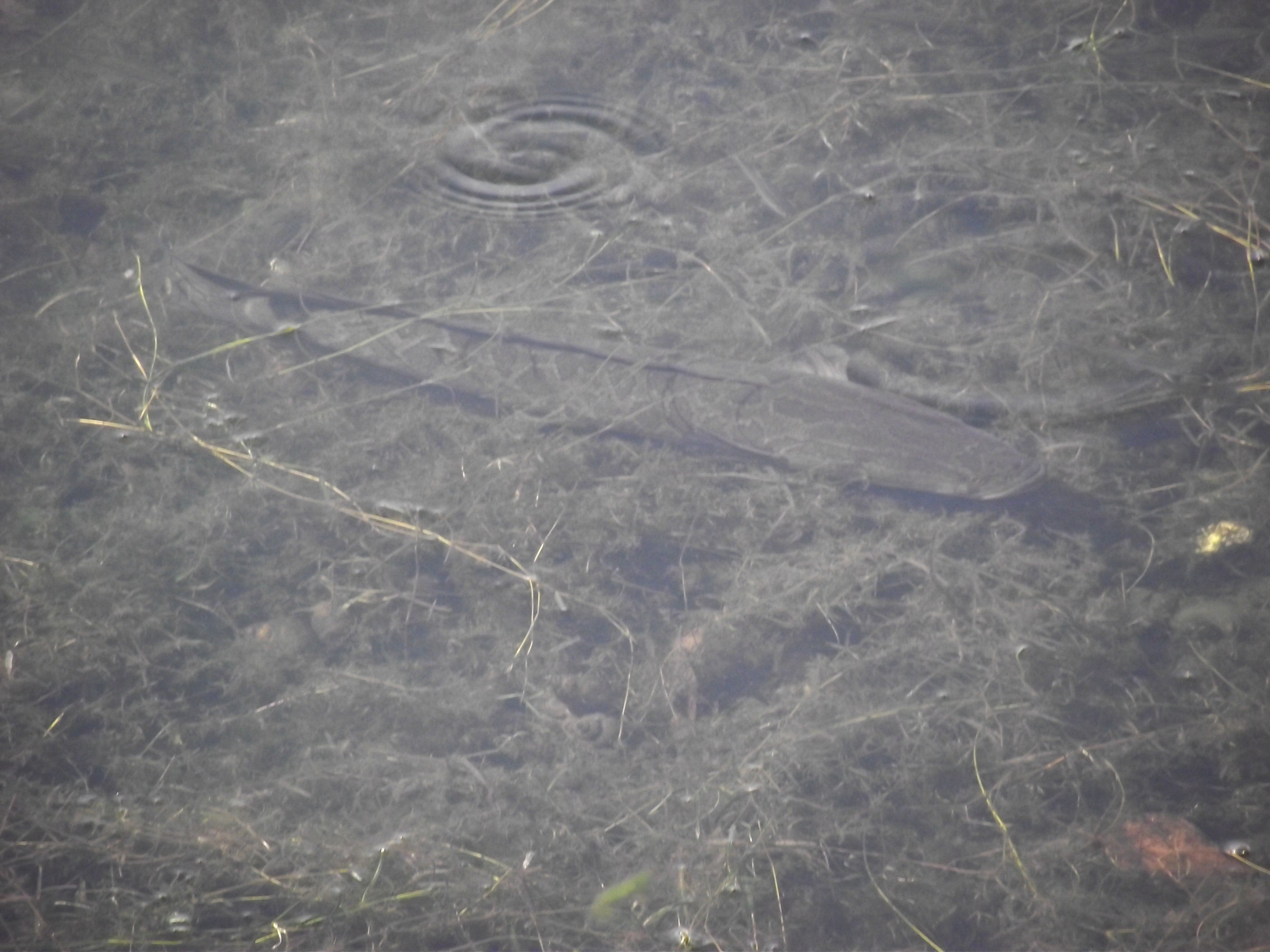
강속의 가물치

가물치는 민물고기로서, 염도가 높은 물에서는 살 수 없다. 적응력이 뛰어나 한반도에서는 늪이나 뻘, 연못, 호수, 하천 등 충분한 공간과 수권, 먹이가 확보된 곳에서라면 어디에서라도 자랄 수 있으며, 수온과 오염도에 거의 구애받지 않으나 그 때문에 몸 속에 각종 산업 폐기물, 또는 치명적인 일부 중금속이 축적되기도 한다. 특히 수은은 대부분의 민물고기보다 가물치에게서 보다 많은 양이 검출되었다. 대개는 얕은 물을 선호한다. 공격성이 아주 강한 육식성 어종으로 성질이 사납고 힘과 악력이 강하여 늪의 무법자라고 불리며, 치어 시기에는 주로 물벼룩을 먹지만 성체가 되면 주로 개구리·도롱뇽 등의 양서류와 가재·민물새우 등의 갑각류, 붕어·납자루·미꾸라지 등의 소형 어류를 먹지만, 메기 등의 대형 어류를 잡아먹거나 동족을 공격하는 일도 있다. 비가 올 때는 늪 밑을 기면서 다니기도 한다.
겨울 동안 가물치는 보다 깊은 수심으로 들어가 매우 둔하게 활동하거나 동면 상태에 들어가며, 봄에는 다시 활동적으로 변하여 산란기인 5~7월이 올 때까지 활발하게 먹이를 포식한다. 번식기인 여름철 동안 암수 한 쌍이 얕은 물가에서 물풀으로 둥지를 만들고 그 안에 암컷이 수정된 알을 낳는데, 알은 크기가 직경 1.8mm 정도이며, 물 속에서 둥둥 떠 다니는 표영성(漂泳性)을 지니고 있다.
암컷 가물치는 한 번에 1,300-1,500 정도의 알을 낳는다. 여러 번 알을 낳기 때문에 아시아에서는 약 22,000-51,000마리, 도입지에서는 약 28,600-115,000마리 정도의 가물치가 늘어날 수 있다. 알은 1-2일이 지나면 부화하지만, 수온이 낮으면 부화에 시간이 더 걸린다. 알이 8mm 정도 크기가 되고 부화 준비가 될 때까지 알은 부모 가물치 한 쌍의 보호를 받는다. 치어가 되면 여러 가지 위험에 노출되지만, 그럼에도 불구하고 가물치는 최소 15개월 만에 개체 수를 2배로 늘릴 수 있을 정도로 번식력이 뛰어나다.

## 아종
한국에 서식하는 가물치는 Channa argus로 Channa argus는 크게 2개의 아종이 있다.
- Channa argus argus (Cantor, 1842) 가물치 (Northern snakehead) 중국과 한국, 북한
- Channa argus warpachowskii (Berg, 1909) 아무르가물치 (Amur snakehead) 러시아 동부 연해주의 아무르강 수계 및 인근 지역(일부는 이입)

## 양식과 낚시

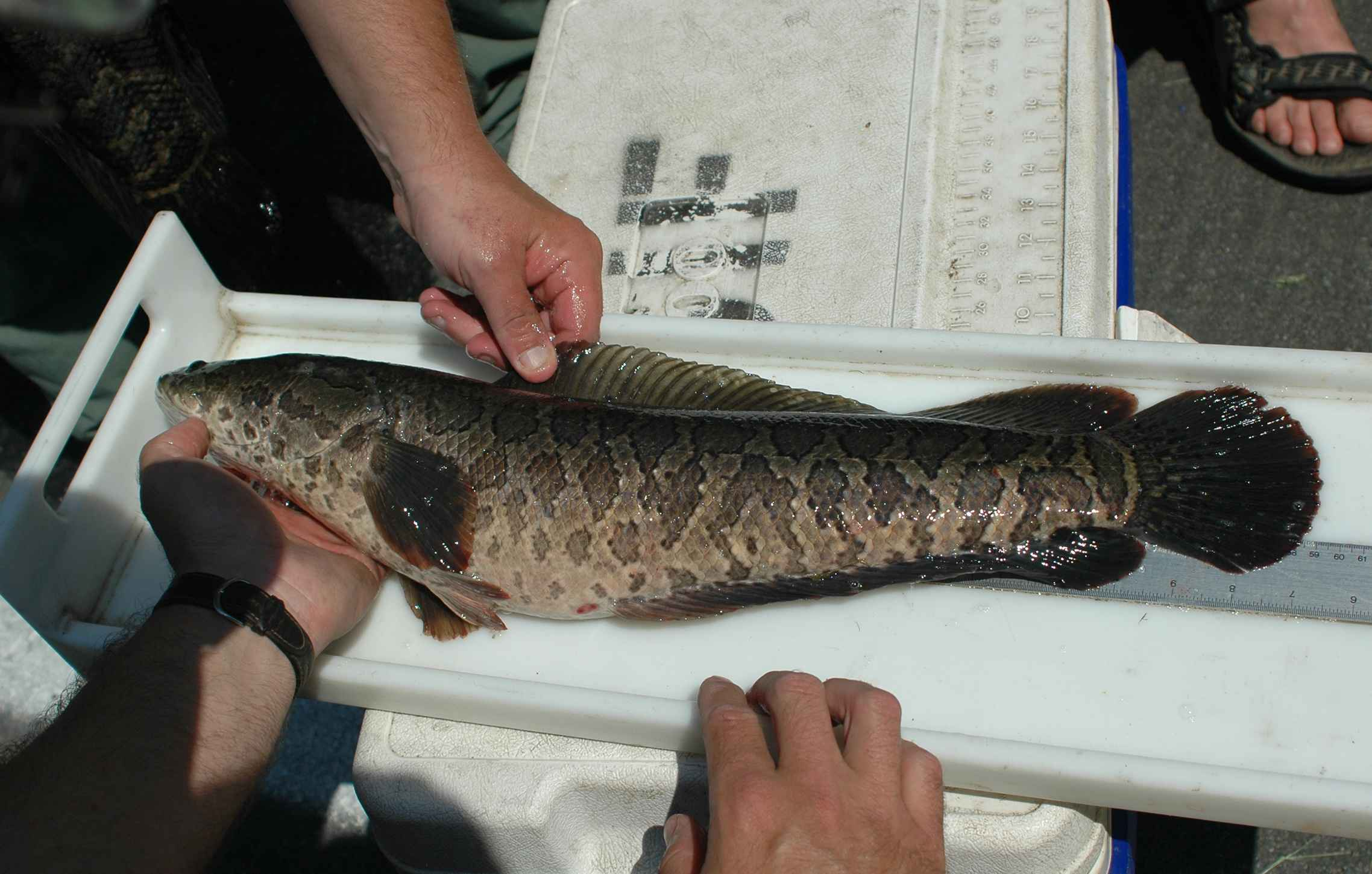
가물치

대한민국의 가물치 양식은 1970년대 경상남도 김해시에서 시작되어 전국적으로 확대, 성행되어 현재는 부산광역시와 경기도 평택시에서 가장 큰 규모의 가물치 양식업이 성행하고 있다. 그러나 2000년대 이후 가물치의 주요 소비층이 노년층으로 변하자 수요를 유지하지 못해 산업이 많이 위축되고 있는 상황이다. 방선균아강에 속하는 노카르디아균에 의해 감염되는 노카르디아 감염증에 의해 사육하는 가물치의 집단 폐사가 이어져 가물치 양식업이 매년 큰 피해를 입는다. 또한 인근의 공사 소음으로 인한 자극으로 가물치들이 영향을 받아 폐사하는 경우도 있다.
낚시용 어종으로도 인기 있다. 루어 낚시를 이용하여 낚는 것이 일반적으로 매우 무거운 중량의 낚싯대를 요구하며, 가라앉는 일반적인 미끼는 사용이 어려우므로 '프로그'라는 속이 빈 두툼한 미끼가 필요하다. 그 외에도 특이한 무늬 때문에 민간에서 종종 관상어로서 수조에 사육되기도 한다.

## 음식
가물치는 이전부터 보혈에 좋고 피로 해소와 산모의 산후 조리에 특효라고 하여 《향약집성방》에 기록된 대로 가모치(加母致)라는 향명(鄕名)으로 불리면서 식용 및 약용으로 활발히 소비되었다. 육질이 부드러워서 부담이 적고, 조리된 가물치는 칼슘 함량 127.1mg%의 영양분을 가지며, 이는 잉어의 16.6mg%와 비교하면 매우 높은 수치이다. 또한 글리신·글루탐산·프롤린·알라닌·아르기닌 등 다량의 아미노산을 함유하고 있다.
한국에서는 보통 식용보다는 약용 가치가 높다. 가물치탕을 끓여서 먹거나 고아서 가물치곰탕을 끓여 먹는 것이 일반적이며, 찜이나 구이로도 조리된다. 일반 식재료로서는 잘 사용되지 않고 약용으로 더 많이 쓰인다. 중국과 일본 일부 지방에서도 식용으로 먹는다. 널리 즐겨 먹는 어종이지만, 위장에 기생충이 대거 분포해 회로는 다소 부적격이다. 야생 가물치보다는 양식산 가물치의 공급이 더 많다.

## 외래종

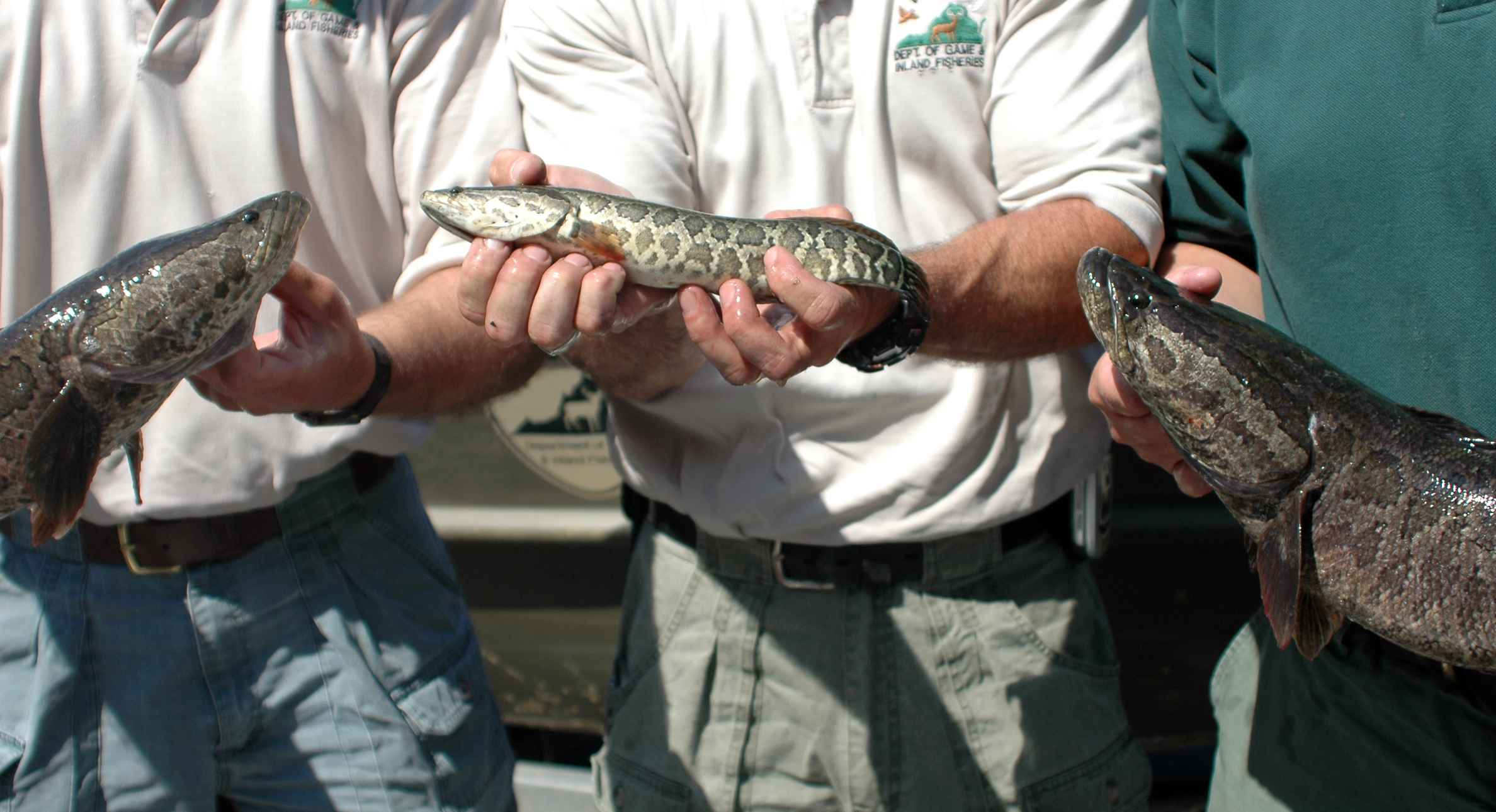
다양한 크기의 가물치

아시아에서 가물치는 귀중한 음식 자원으로, 그 경제성 덕에 일부 유럽과 아메리카 대륙으로 도입되었지만 해당 지역에서는 주위 생태계를 파괴하기도 한다. 가물치는 아메리카에서도 민물의 최상위 포식자로 기능하며, 아메리카 토종 어류의 개체수를 큰 폭으로 감소시키고 있는 중이다.
미국 현지에서 첫 번째로 가물치가 뉴스에 실린 것은 2002년 여름 메릴랜드주 크로프턴에서였다. 가물치가 체서피크 만 유역에 해를 입히게 되자 당지의 공무원들이 재빨리 대처해 연못의 물을 퍼내는 등 가물치를 뿌리 뽑는 작업을 실시했고, 그 결과 2마리의 성체 가물치와 100마리가 넘는 치어를 박멸할 수 있었다. 가물치 출현의 원인은 한 남성이 시장에서 사온 가물치를 연못에 풀어놓은 것이었다. 이 때 당국에서는 가물치가 발견된 근처의 세 연못에 제초제 및 살어제인 로테논을 살포했는데, 수중에서 1~3일 정도로 빠른 반감기를 지닌 이 물질은 극성스러운 가물치의 침입을 막기 위해 연못의 모든 물고기를 죽이는 데에 사용되었다.
2004년에는 19마리의 가물치가 포토맥 강에서 그물로 잡혔고, 아메리카 대륙에서 번식을 하고 있었다는 것이 밝혀졌다. 이 가물치들의 서식지는 위로는 포토맥 강의 버지니아주 방면의 그레이트 폭포, 아래로는 체서피크 만으로 이어지는 강어귀까지만 한정되어 있었고, 본래 같은 지역에서 분포하던 가물치 무리가 아니라는 연구 결과가 나왔다. 2012년까지도 그 강에서는 가물치가 잡혔다.
플로리다에서도 세 곳의 카운티에서 발견되었다. 아직 번식을 시작하지는 않은 것으로 보이는 몇몇 개체 또한 플러싱 메도스 코로나 파크, 뉴욕 시, 필라델피아의 두 연못, 펜실베이니아주, 매사추세츠주의 연못, 캘리포니아주와 노스캐롤라이나주의 저수지 등에서 발견되었다. 2008년에서도 미시시피강과 인접한 아칸소주의 배수로에서 발견되었으며, 같은 해 여름에 뉴욕주에서 대량 번식이 확인되는 등 상황은 악화되고만 있다.
이로 인해 미국에서는 현재 하천에서 가물치를 몰아내기 위해 박멸 사업이 추진되고 있으며, 포획 수량 규정에서 제외시키고 가물치를 많이 낚는 대회를 열거나, 살아있는 가물치를 보관하거나 놓아주는 것을 경범죄로 적용하는 등 강력한 규제를 가하고 있다. 한편 가물치를 미국 생태계의 일부로 받아들여야 한다는 주장도 나오는 중이다.

## 같이 보기
- 강꼬치고기